# Domenico Starnone
Domenico Starnone (* 15. února 1943 Neapol) je italský spisovatel, novinář a scenárista.
Původně pracoval jako středoškolský učitel, v tomto prostředí se odehrává jeho první kniha Ex cattedra, vydaná roku 1988. Psal články do listů l'Unità, Corriere della Sera a Internazionale. Podle jeho knihy Denti natočil v roce 2000 Gabriele Salvatores úspěšnou filmovou komedii se Sergiem Rubinim v hlavní roli. Za román Střepy na Via Gemito byla Starnonemu v roce 2001 udělena Cena Strega.
Napsal scénáře k filmům Návrat lásky, Slečna F a Černá ovce, podílel se také na televizním seriálu Il capo dei capi. V roce 2007 dostal cenu Zlatá klapka za scénář k filmu Třeba i libero, který natočil v roce 2007 Kim Rossi Stuart.
Česky vyšly Starnoneho knihy Tkaničky (2019), Důvěrnosti (2020) a Střepy na via Gemito (2022). Všechny přeložila Alice Flemrová a vydalo je nakladatelství Kniha Zlín.
Jeho manželkou je spisovatelka Anita Raja. Na základě námětové i stylové podobnosti vyslovil investigativní novinář Claudio Gatti přesvědčení, že Starnone a Raja jsou skutečnými autory knih, které vycházejí pod pseudonymem Elena Ferrante. Textologická analýza toto tvrzení podepřela, Starnone však svoje autorství stále popírá.